# Polypodium hydriforme
Polypodium hydriforme is een neteldierensoort uit de familie van de Polypodiidae. De wetenschappelijke naam van de soort is voor het eerst geldig gepubliceerd in 1887 door Ussow.